# جورج فوستر (سياسي)
جورج فوستر (بالإنجليزية: George Foster)‏ هو سياسي أسترالي، ولد في 29 يناير 1884 بأديلايد في أستراليا، وتوفي في 6 يونيو 1956 في نفس البلد. حزبياً، نشط في Nationalist Party (Australia) ‏. وقد انتخب عضو مجلس الشيوخ الأسترالي ‏ عن دائرة Tasmania ‏ (1 يوليو 1920 – 30 يونيو 1925).